# Bobby Durham (Jazzmusiker)
Bobby Durham (* 3. Februar 1937 in Philadelphia, Pennsylvania; † 7. Juli 2008 in Genua, Italien) war ein amerikanischer Jazz-Schlagzeuger.
Durham begann – schon mit zwei Jahren (sein Vater war Steptänzer) – als Step-Tänzer und Sänger und lernte Schlagzeug auf der High School, bevor er seine professionelle Schlagzeugerkarriere im Alter von sechzehn Jahren als Mitglied der Band The Orioles begann. Daneben arbeitete er mit dem Pianisten Oscar Peterson. Von 1956 bis 1959 spielte er in der Militärkapelle des US-Marine-Corps.
Danach trat er mit King James und Stan Hunter auf, bevor er 1960 nach New York ging. Dort arbeitete er u. a. mit Lloyd Price, Wild Bill Davis, Lionel Hampton (1962), Count Basie, Slide Hampton, Grant Green, Sweets Edison, Tommy Flanagan und Jimmy Rowles. Er nahm u. a. mit Dizzy Gillespie, Benny Carter, Joe Pass und Roy Eldridge auf. 1966 bis 1971 war er mit Ray Brown im Trio von Oscar Peterson. Er war Mitglied in mehreren Combos Al Greys und 1966 bei Duke Ellington. Wegen seines zurückhaltenden Spiels war er als Begleiter von Sängern beliebt, u. a. begleitete er Frank Sinatra, James Brown, Ray Charles, Marvin Gaye und 1973 bis 1980 Ella Fitzgerald. Als Leiter eines eigenen Trios spielte er nach eigenen Worten überall auf der Welt außer in Alaska, Russland und Arabien.
Während seiner Aufenthalte in Europa gründete er Trios mit skandinavischen und italienischen Musikern, denen u. a. Aldo Zunino, Andrea Zonzaterra und Massimo Faraò angehörten.
Er wohnte zuletzt in Basel und Genua.

## Diskographie
- Bobby Durham Trio/Gerald Price mit Michel Gaudry, 1979
- Domani's Blues, 2005
- For Lovers Only, 2005
- We Three Plus Friends, 2005
- Christmas Jazz, 2006